# Chiesa di San Pietro in Oliveto
La chiesa di San Pietro in Oliveto è una chiesa di Brescia, annessa all'omonimo monastero posto lungo il fianco est del Colle Cidneo. È nota anche come chiesa di San Pietro in Castello, ma il suo nominativo ufficiale, in realtà davvero sconosciuto, è chiesa dei Santi Pietro e Paolo. Da sempre immersa in una cornice tranquilla e naturalistica, forse la migliore disponibile nel contesto cittadino, ha fondazione molto antica e una storia lunga e travagliata alle spalle, che la rendono, assieme al convento di cui fa parte, una delle chiese più importanti del panorama cittadino, presente durante innumerevoli eventi storici che spesso l'hanno vista protagonista. L'aspetto attuale è il risultato dei rimaneggiamenti cinquecenteschi, affiancati dai lavori di ammodernamento e restauro degli anni sessanta del Novecento, comunque non invasivi. Passati sotto l'amministrazione di diversi ordini religiosi e spogliati più volte dei loro beni nel corso della storia, la chiesa e il complesso monastico sono oggi gestiti dai frati Carmelitani Scalzi.

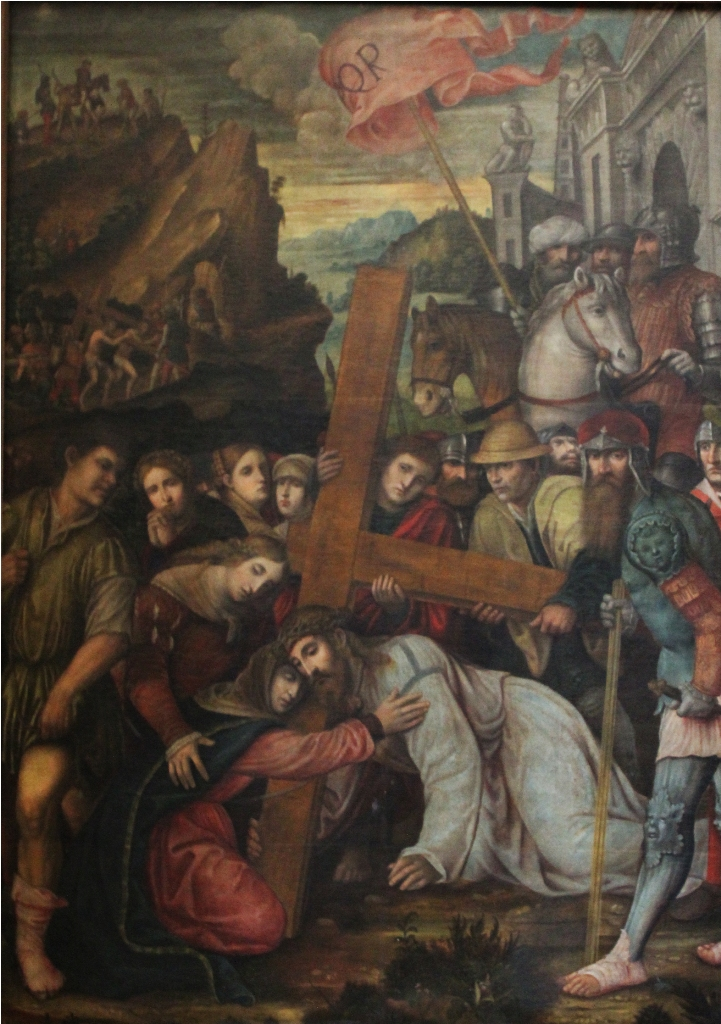
Salita al Calvario (Paolo da Caylina il Giovane)

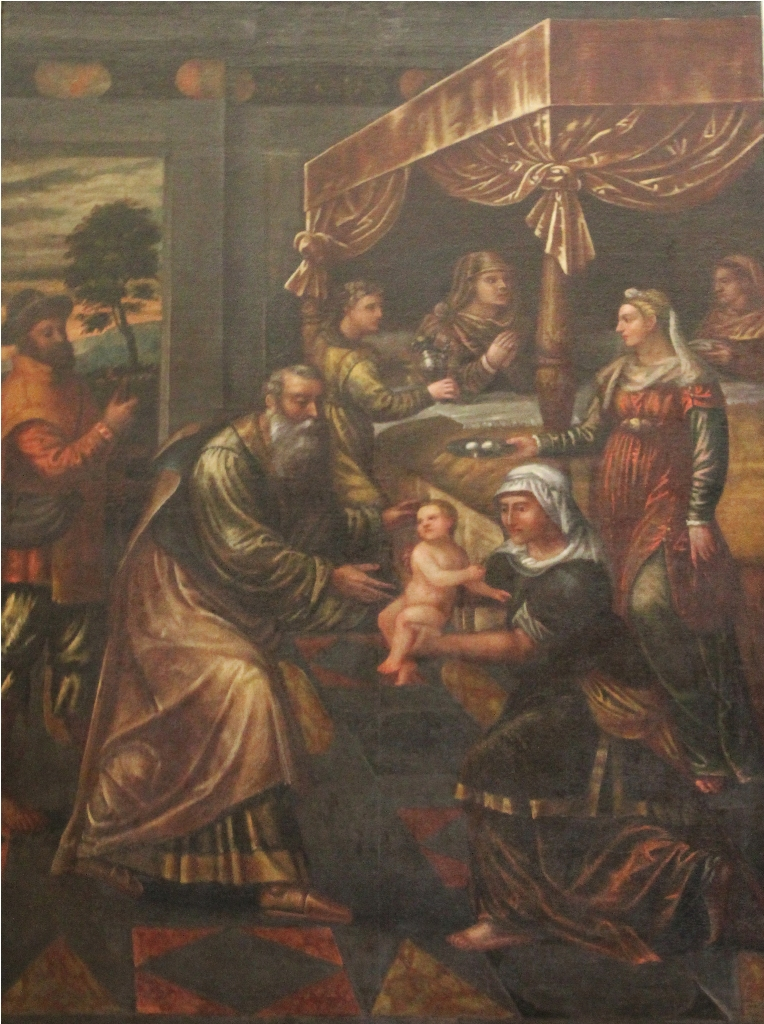
Natività di Maria (Pompeo Ghitti)

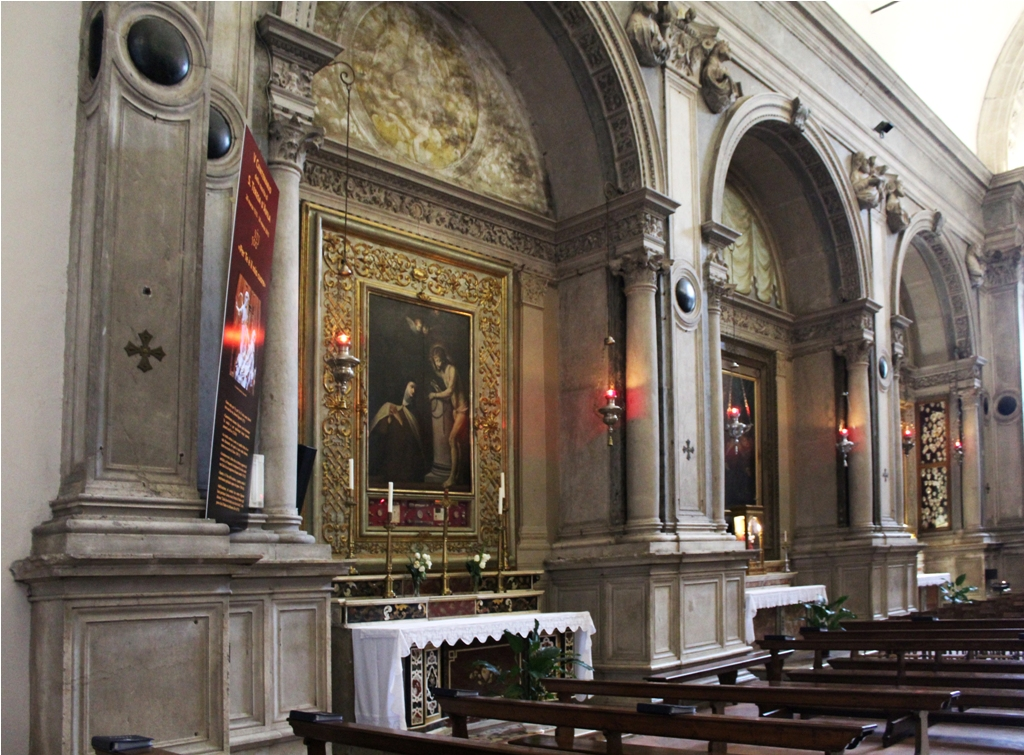
Cappelle laterali meridionali

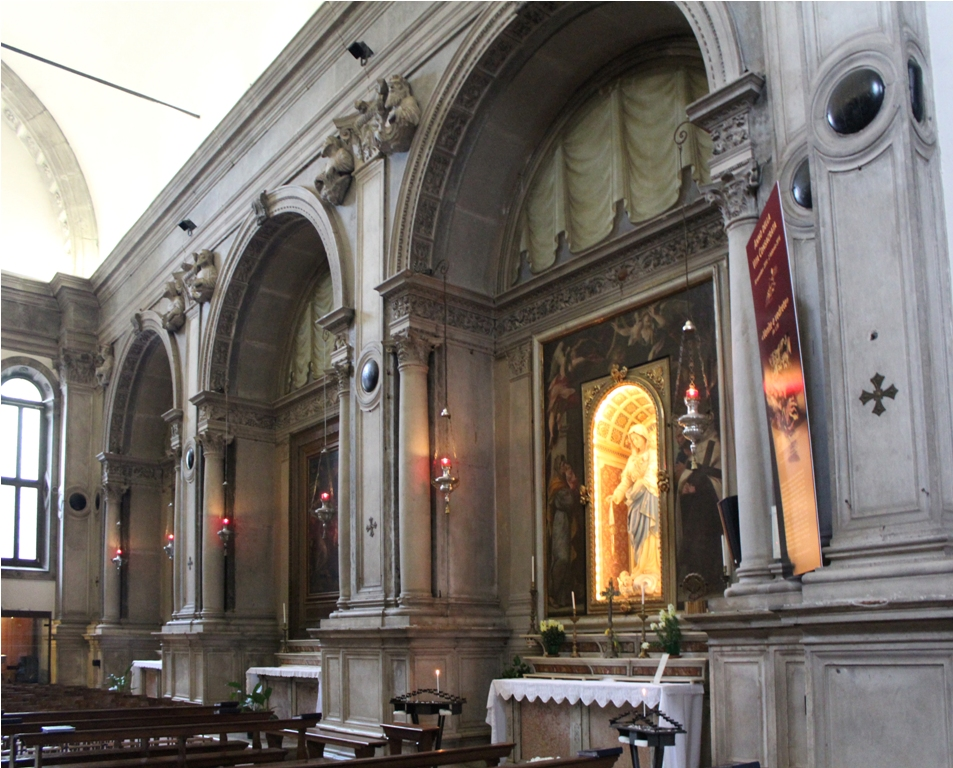
Cappelle laterali settentrionali

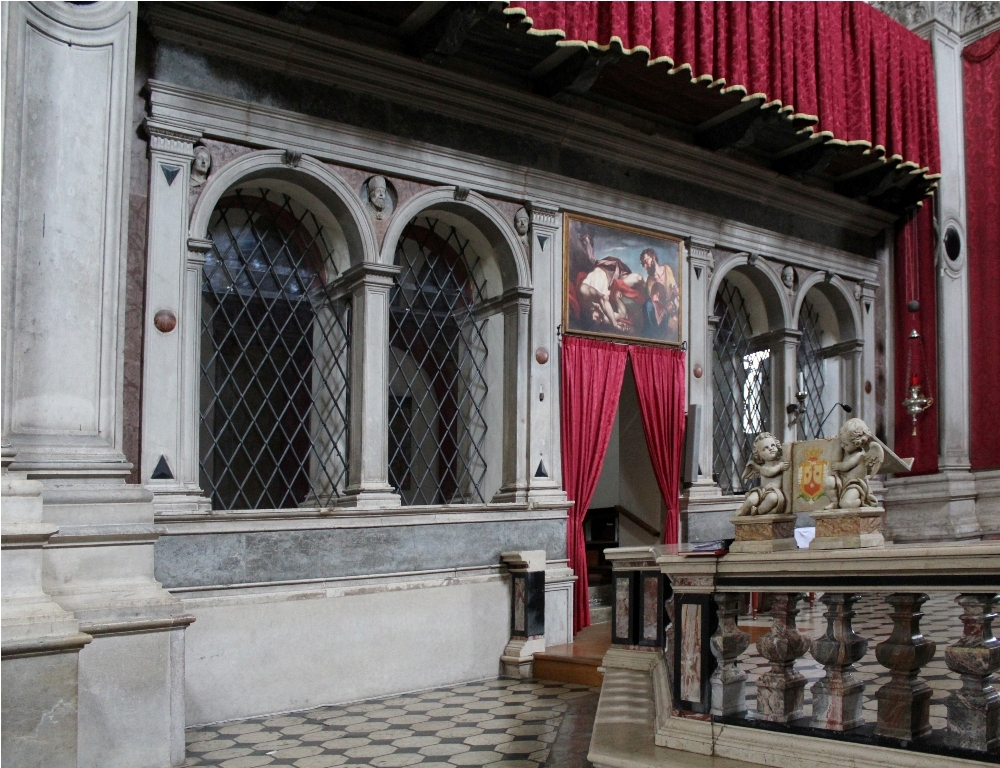
Accesso alla cappella di San Paolino

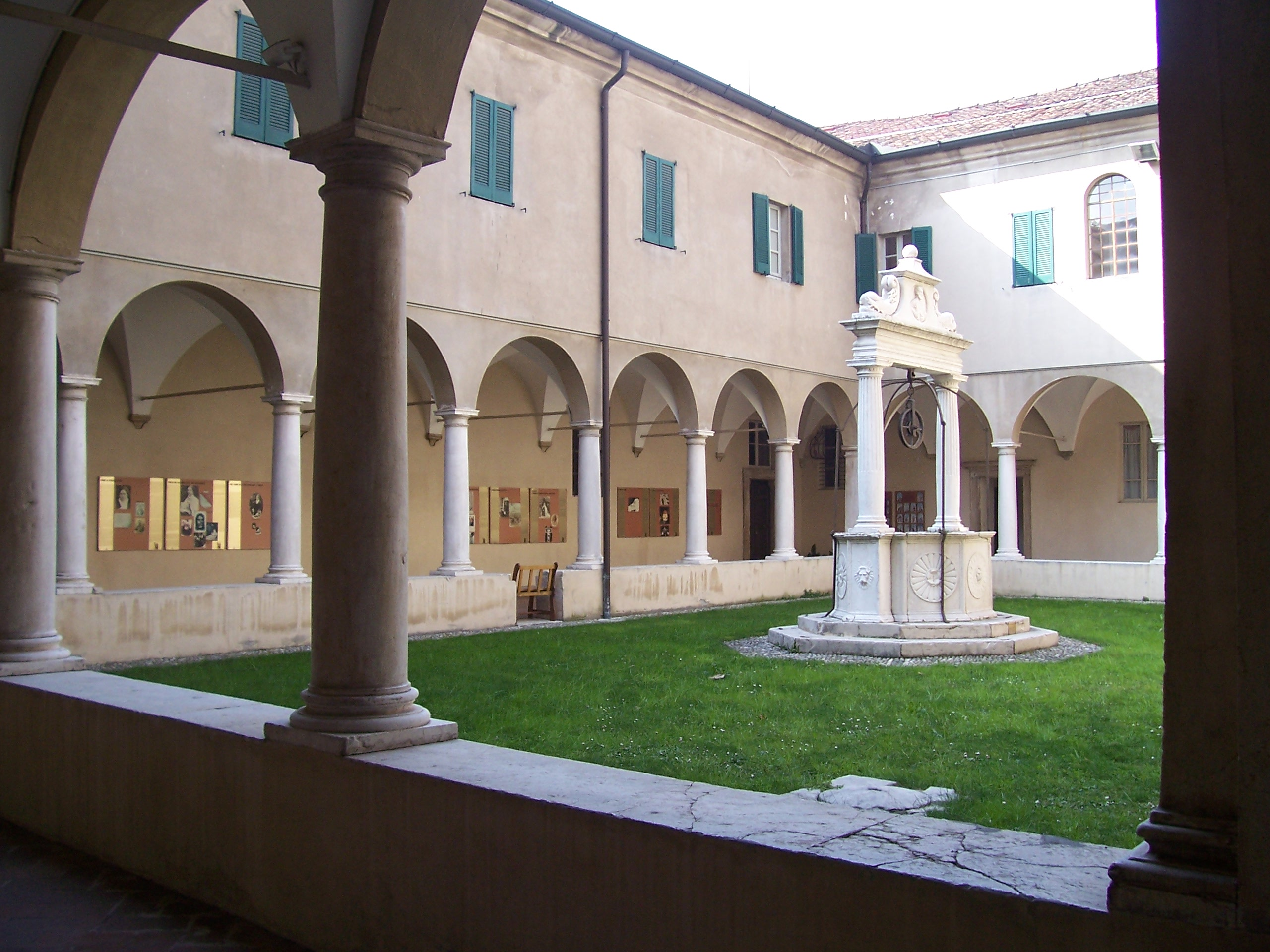
Chiostro dorico

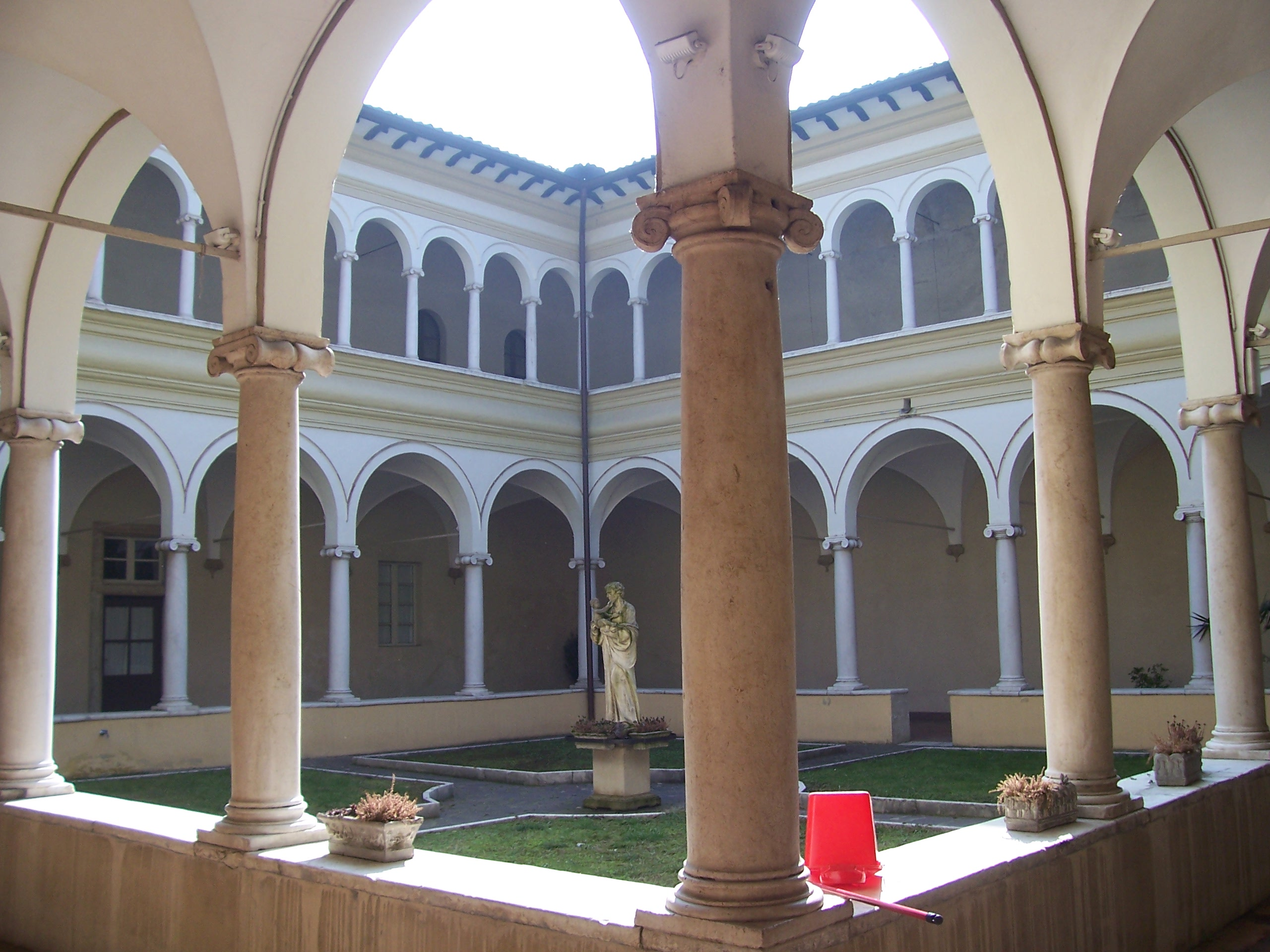
Chiostro ionico

## Storia

### Origini
La leggenda vuole che il nucleo primitivo della chiesa sia nato sul luogo in cui si trovava il tempio di Giove: è questo il parere di Elia Capriolo, storico bresciano del Cinquecento, il quale nelle sue Historie Bresciane narra che «in quella località dove i bresciani avevano eretto un tempio stupendo a Giove, Dio massimo, dopo averlo trasformato in onore dell'apostolo S. Pietro, per il cui incarico San Barnaba aveva qui celebrato la messa, lo chiamarono edificio di S. Pietro in Oliveto». Più probabile, comunque, che la fondazione della chiesa sia un poco più tarda, risalente almeno all'VIII secolo, inizialmente gestita da dei custodi-romiti. Non esistono infatti documenti storici che attestino una qualsiasi venuta di San Barnaba da Milano a Brescia e, inoltre, il resto murario più antico trovato nella chiesa è proprio dell'VIII secolo, posto nell'abside della cappella di San Paolino, resto della chiesa di epoca longobarda. Non è da escludere l'esistenza di un luogo di culto fin da epoche precedenti, ma la chiesa di San Pietro di Oliveto come tale fu fondata solo più tardi. Dal 1094 si hanno le prime notizie della presenza di una concreta comunità religiosa, i Canonici Regolari di Sant'Agostino.
Risalgono agli stessi documenti le prime denominazioni del luogo, concordemente chiamato "San Petri in Oliveto", nome che rimarrà nei secoli, a causa dell'esteso bosco di olivi che sorgeva sia su questo versante del colle sia su quello sud, verso la città. La secolare piantagione venne distrutta durante l'assedio della città da parte di Nicolò Piccinino nel 1438, assedio durato due anni, per riparare alla penuria di legname necessario alla popolazione costretta all'interno delle mura. Fè d'Ostiani, nella sua storia della città, parla di questo disastroso taglio e riferisce della testimonianza oculare di un certo Cristoforo Soldi, che riportò: "sicché queste liete e sempre verdi colline persero, per quella rovina, novello aspetto". Tale denominazione della chiesa non si radicò solo per tradizione, ma rappresentava anche il miglior espediente per distinguerla da altri luoghi di culto cittadini dedicati a San Pietro, cioè la Basilica di San Pietro de Dom e la chiesa di San Pietro in Ripa. Questa zona ricca di ulivi, nel tempo, diede anche vita a una bella consuetudine: ogni anno, finite le celebrazioni della Domenica delle Palme, il vescovo, su un cavallo bianco, saliva dal duomo fino a San Pietro seguito dal corteo dei fedeli e del clero, dove praticava la benedizione degli olivi e ne distribuiva i rami al popolo. Nella circostanza, i monaci agostiniani che gestivano San Pietro offrivano gratuitamente alla popolazione pane e vino. Nel tempo, le stragi di Federico Barbarossa detto il Barbarossa e altri eventi negativi in ambito monastico, fra cui un'ondata ereticale che interessò vari monasteri della zona all'inizio del Duecento, misero in crisi le finanze dei monaci e la loro tradizionale, generosa distribuzione di viveri. Il 16 marzo 1255, infine, il vescovo Cavalcano Sala abolì l'onerosa tradizione con un decreto. Non è vero, come invece alcune fonti riportano, che la denominazione "in Oliveto" provenga dai monaci Olivetani, che furono presenti a Brescia e in provincia ma non amministrarono mai questo monastero.

### La chiesa romanica
Tra il 1112 e il 1122 l'edificio venne ampliato con la costruzione di una chiesa romanica, che inglobò l'edificio di epoca longobarda del quale rimane oggi solamente la lunga navatella nord. L'edificio, in questa seconda fase della sua storia, era ancora di dimensioni modeste, lungo circa la metà della chiesa attuale, quasi sicuramente realizzato in "medolo", la pietra del colle Cidneo, direttamente e facilmente estraibile. La nuova chiesa fu consacrata nel 1148 da Papa Eugenio III che soggiornò in città proprio in quell'anno e proprio nel monastero di San Pietro in Oliveto, nel quale fu trasportato dal palazzo vescovile a causa dell'eccessiva calura che rischiava di compromettere la sua salute. Di questa fase architettonica della chiesa si conservano ancora alcune testimonianze, in particolare nelle abside della chiesa e della navatella nord e in facciata, dove si hanno ancora le due monofore ricoperte dal rivestimento cinquecentesco.
Risale al 1198 un evento curioso, ricostruibile attraverso un "dossier" di corrispondenza e documenti, che mette in luce quanto rigorosa fosse la disciplina monastica vigente in San Pietro. Un certo Martino, uomo di pessima condotta morale, voleva entrare a far parte della comunità dei canonici. A forza di richieste e appelli, era arrivato fino a Papa Innocenzo III, il quale in data 6 luglio 1198 scriveva ai canonici il suo raccomandato. Questi, però, si resero conto dell'indegno tentativo macchinato dall'uomo, e spedirono al pontefice una ricca documentazione precisando che l'accettazione del soggetto avrebbe rappresentato una lesione della regola monastica, confermata negli anni precedenti da Papa Urbano II e dai vescovi bresciani, secondo la quale l'annessione di un nuovo membro all'Ordine necessitava del consenso unanime dei componenti della comunità, anche nel caso di ordini e richieste direttamente provenienti dalla Santa Sede. Innocenzo III riesaminò il caso e, resosi conto del "cavillo" su cui avevano fatto forza i monaci di San Pietro, fece diffidare l'intruso e il 10 marzo 1199 confermava, con tutti i suoi punti, la regola canonicale.
La storia del monastero e della chiesa durante il Trecento è piuttosto scarna, priva di eventi rilevanti: la vita della canonica dovette scorrere pacifica, non turbata da vicende strane, lotte o elementi agitatori.

### Il Quattrocento e l'assedio del 1438
Le cose non andarono nello stesso modo nel Quattrocento: nel 1426 Brescia passò sotto il controllo della Repubblica di Venezia, passaggio che ebbe riflessi enormi nelle elezioni e nella condotta pastorale dei vescovi, nonché nella vita degli ordini religiosi. Durante la prima metà del secolo gli Agostiniani abbandonarono progressivamente il monastero, soprattutto a causa della condotta di quello che sarà infine l'ultimo prevosto agostiniano di San Pietro, irrequieto e trafficante, sempre impegnato in affari e permute tanto da essere minacciato di condanna dal vicario generale Barnaba de Gonessa il 3 agosto 1414. Il monastero, ormai abbandonato intorno agli anni trenta del secolo, diventò presto luogo ad uso profano, soprattutto militare vista la sua strategica posizione sul versante orientale del colle. Nel 1437 Papa Eugenio IV, anche su premura delle autorità civili venete, riassegnò la concessione del monastero ai Canonici Regolari di San Giorgio in Alga. Appena entrati, i nuovi canonici diedero inizio a lavori di recupero e a nuove fabbriche, ma il tutto dovette essere sospeso dopo solamente un anno a causa del grande assedio di Nicolò Piccinio, al quale si è già accennato. Capitano delle truppe viscontee, mise sotto assedio la città nel 1438, sferrando numerosi attacchi soprattutto sulle mura a est e mettendo così il monastero di San Pietro in una posizione assai spiacevole. Vennero realizzate numerose opere di difesa, fra cui profonde trincee: ebbero origine in questo periodo le leggende, ancora oggi, anche se raramente, ricordate, che esisterebbero delle gallerie sotterranee di collegamento fra il castello e gli Spalti di San Marco.
Il convento, in quanto appendice più avanzata del castello, si trasformò presto in fortezza, dove la resistenza trovava sostegno e rifornimento. "Da Mombello a San Pietro in Oliveto non era altro che una breccia enorme e quella breccia doveva chiudersi coi petti dei cittadini" scrisse Odorici, mentre il Brognoli riportò che lungo gli spalti stavano continuamente trecento feroci cittadini ben armati, poi portati a quattrocento, detti Immortali, poiché i caduti venivano continuamente rimpiazzati e il loro numero non calava mai. Si distinsero anche molte donne che combatterono strenuamente sulle mura, capeggiate dalla nobile Brigida Avogadro, moglie del conte Piero Avogadro. In queste circostanze, come detto inizialmente, fu abbattuto il bosco di olivi, che dava il nome al monastero, per far fronte alla carenza di legname. Fu la scomparsa di questa caratteristica a far mutare, nel corso dei secoli, anche il nome "popolare" della chiesa, che passò da San Pietro in Oliveto a San Pietro in Castello, come accennato in apertura, anche se la denominazione originale in Oliveto è giunta comune a molti fino ai giorni nostri. L'assedio terminò poi quasi improvvisamente durante un feroce attacco agli spalti del Roverotto grazie, secondo la leggenda, all'apparizione dei Santi Faustino e Giovita sulle mura, che misero in fuga l'esercito assediante.
Terminato l'assedio, la prima preoccupazione dei canonici fu naturalmente di rimettere in sesto la chiesa, assai danneggiata, e le strutture del monastero, duramente provate dall'artiglieria nemica. Le precarie condizioni finanziarie della comunità di San Pietro furono in breve risollevate dai contributi dei fedeli e, nuovamente, da papa Eugenio IV, il che permise di ricostruire la chiesa e ampliare il monastero. Oltretutto, come "ricompensa" per i notevoli servigi e il consistente aiuto militare forniti durante l'assedio, sia dalla sede papale sia da Venezia furono avanzate richieste di esenzione del monastero da tasse, gabelle e obblighi di dazio, cosa che favorì ancor più la sua rinascita economica. Risale infatti, a questi anni, nel 1443, anche la commissione a Antonio Vivarini del polittico giunto parzialmente fino a noi e ancora oggi conservato all'interno della chiesa. Durante la metà del secolo, i primi lavori di restauro, praticati più per riparare i danni provocati dall'assedio, furono casuali, privi di un progetto architettonico pensato e unitario. Solo nei primi del Cinquecento la fabbrica sarà assunta e diretta da un vero architetto, Antonio Medaglia, e non dal Sansovino, come a lungo si credette, e che invece probabilmente intervenne solo in conclusione dei lavori. È infatti impossibile, per una questione cronologica, che il Sansovino, nato nel 1486 sia riuscito a gestire la fabbrica rinascimentale di San Pietro poiché, quando questa ebbe inizio, l'architetto era ancora giovanissimo, a Firenze. Oltretutto, la paternità dell'opera è stata confermata del Medaglia solo in tempi recenti grazie alla scoperta di un documento notarile, datato 2 novembre 1510, dove viene risolta una questione religiosa riguardante i canonici di San Pietro in Oliveto e, fra i testimoni, è segnato anche un "Magistro Antonio de Medalia lapicida et architecto Fabricae praefati monasterii Sancti Petri", affermazione di lampante e incontrovertibile chiarezza che mise fine alla secolare questione. Come detto, è invece più probabile che il Sansovino abbia contribuito con consigli e idee quando, nel 1554, venne a Brescia la prima e forse unica volta nella sua vita per gestire il cantiere del Palazzo della Loggia e, durante il suo soggiorno, avrebbe forse presentato suggerimenti per il pozzo, a lui attribuito, per il chiostro in stile ionico e per una parte della facciata della chiesa.

### L'intervento rinascimentale

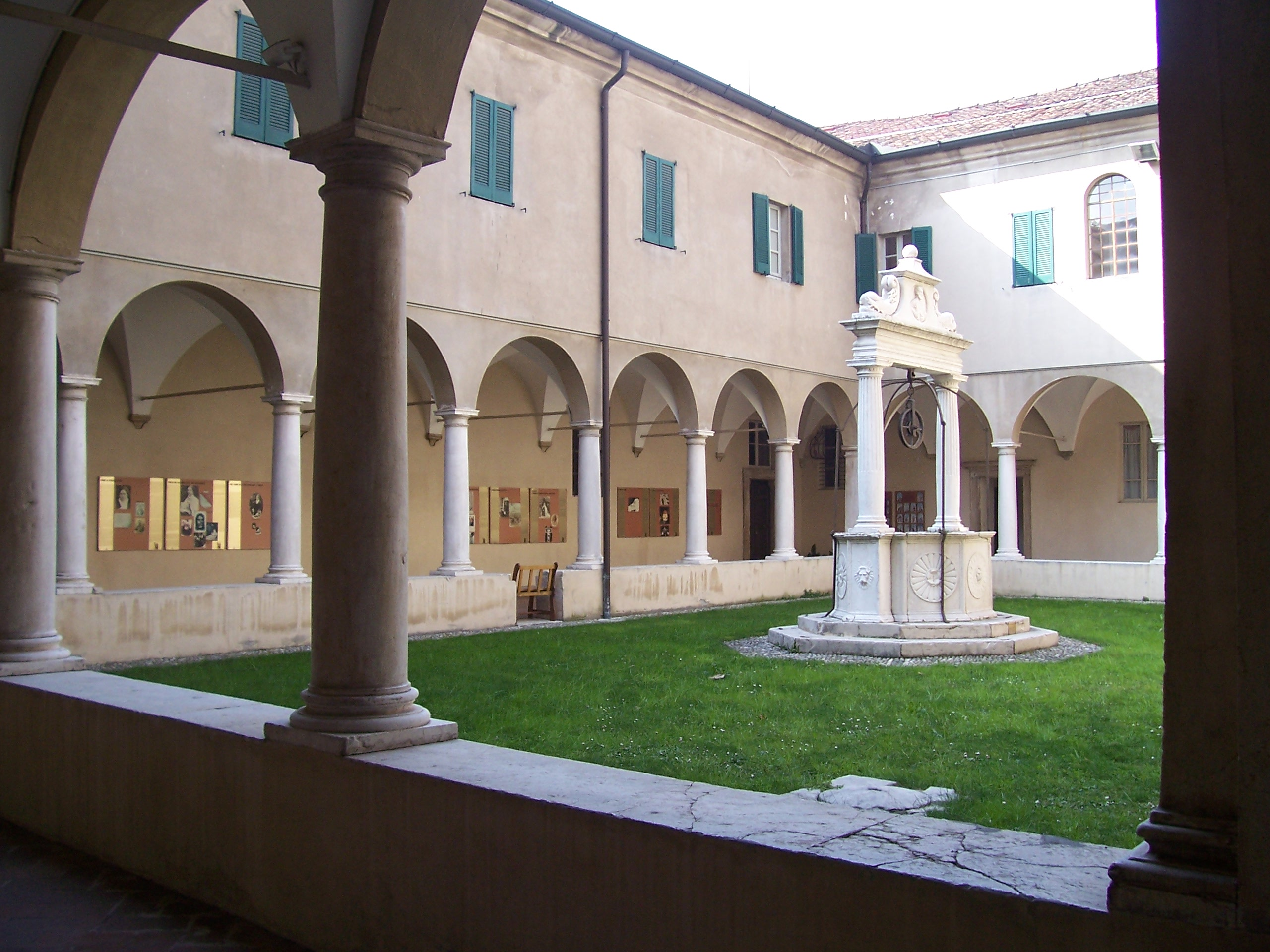
Il chiostro dorico con il pozzo attribuito a Sansovino

I lavori cinquecenteschi furono promossi dal prevosto Girolamo Cavalli, dei quali fu probabilmente anche l'ideatore. Non è chiaro in che periodo furono effettivamente messi in pratica: le cronache si dividono fra più pareri, tutti comunque ruotanti attorno al 1510. Nella chiave dell'arco che sorregge il soffitto del coro è scolpita la data MDVII, cioè 1507, che è probabilmente da riferirsi all'inizio dei lavori. Il cantiere che ne seguì fu di dimensioni enormi e doveva lavorarci una grande quantità di artisti, lapicidi e artigiani in genere. I lavori terminarono abbastanza velocemente, nel 1515: l'abside romanica fu sovralzata, fu costruita l'ariosa cupola e la navatella settentrionale, ultimo resto della struttura longobarda, diventò un'appendice del presbiterio.
Durante il Cinquecento avvennero altri eventi importanti per la comunità di San Pietro, fra i quali la visita pastorale di San Carlo Borromeo nel 1580: durante la visita alla chiesa e al monastero, come era suo solito, emise minute e severe disposizioni: riguardo alla chiesa, ordinò la modifica del rivestimento interno del tabernacolo e altri particolari sulla conservazione delle Reliquie, sul vaso sacro dell'olio degli infermi e sul sacrario. L'altare di Santa Maria Maddalena, collocato nella cappella di San Paolino, doveva essere chiuso da una decorosa cancellata. Entro tre giorni dovevano essere smontati gli altari posticci di san Rocco e di san Sebastiano e tutti gli altri altari della chiesa dovevano essere chiusi da cancelli di ferro entro un anno e, in caso di trasgressione, sarebbero stati murati. Altre disposizioni riguardarono gli arredi sacri. Riguardo al monastero, invece, ordinò che il muro di cinta venisse restaurato e sopraelevato per cautelare la clausura.

### L'arrivo dei Carmelitani Scalzi

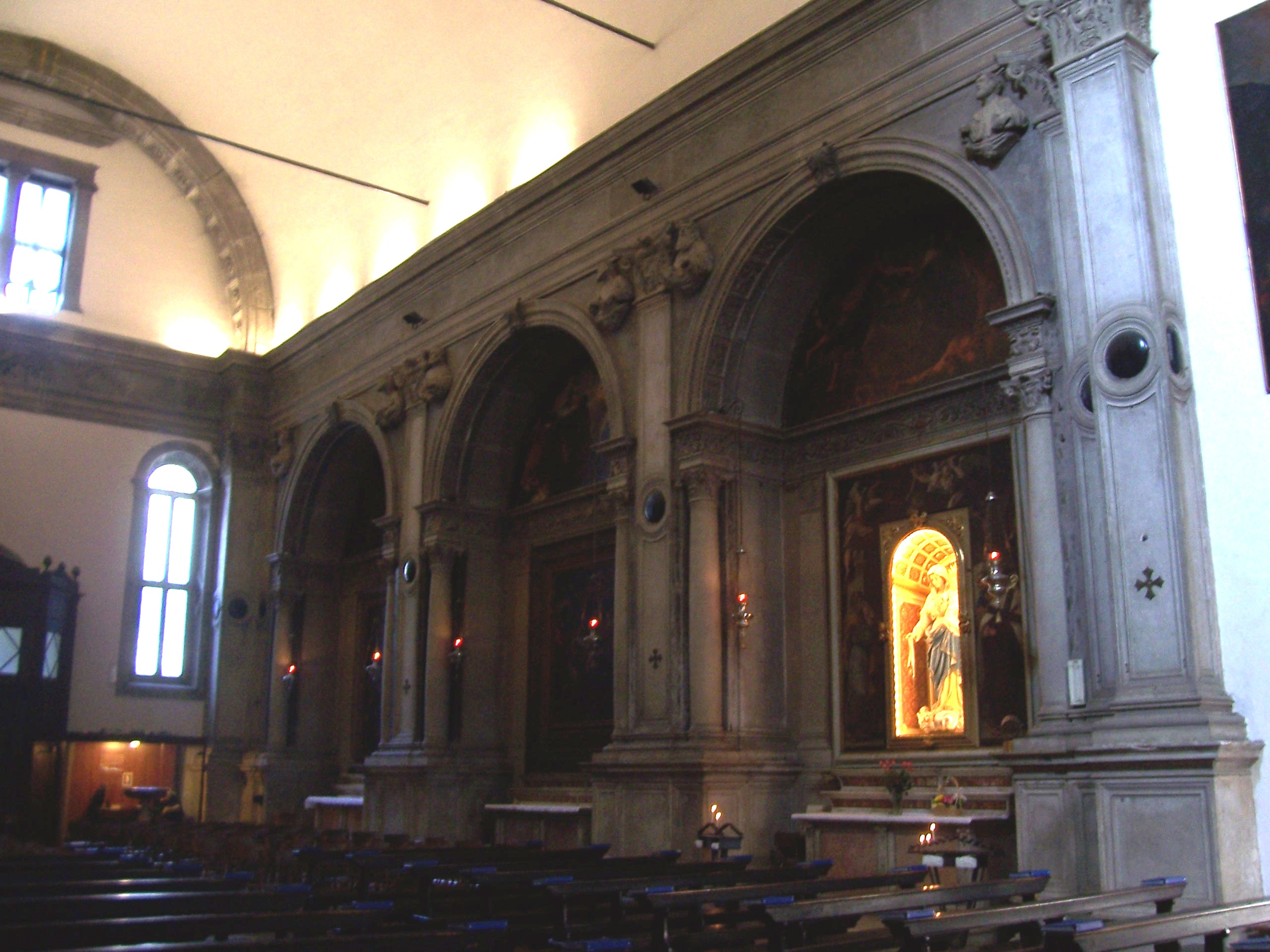
Il fianco interno destro della chiesa

Nel 1668 la congregazione dei Canonici di San Giorgio in Alga fu soppressa da Papa Clemente IX, assieme ad altri ordini religiosi, nell'ambito dell'abolizione delle confraternite cadute nel cosiddetto "torpore religioso". Il monastero venne così acquistato dai frati Carmelitani Scalzi, introdotti a Brescia da Papa Alessandro VII nel 1659 e che ancora non avevano una sede adeguata. Subito fu avviata una nuova serie di lavori per adattare il luogo alle proprie esigenze liturgiche.

#### La triste parentesi di Padre Bruno
Uno dei primi Priori del capitolo provinciale fu Padre Bruno, cremonese, un asceta rigido e molto attivo nella sua opera di evangelizzazione. Era appena tornato da un oscuro periodo di pellegrinaggio in Palestina in veste di missionario, durato dal 1670 al 1673, durante il quale era caduto prigioniero dei corsari presso Tripoli, era stato ridotto in schiavitù nel 1671 e aveva infine raggiunto il Monte Carmelo, la sua meta, dove in breve era stato oggetto di forti disturbi nervosi causati dal suo carattere melanconico e dall'eccessivo contrasto culturale tra il suo fanatico zelo religioso e le realtà opposte con le quali si trovò a convivere. Era infine tornato a Venezia, dove come ricompensa per il suo viaggio gli fu conferita la carica di Priore di Brescia. Sostenitore accanito della povertà religiosa nella teoria e nella pratica, si dimostrò un acerrimo oppositore dello sfarzo e dell'opulenza in chiese e conventi, tanto che la loro eliminazione dominò la sua vita da priore.
Appena eletto tale, difatti, si adoperò per mettere in pratica i suoi principi nel monastero di San Pietro, gestito dai suoi confratelli: il fastoso coro cinquecentesco della chiesa fu demolito, così come l'organo, a suo parere troppo di lusso per l'eccessiva pienezza strumentale, incompatibile con le pacate funzioni dei carmelitani, e per la ricchezza degli ornamenti, che fu smontato e venduto. Le preziose tele del Moretto che costituivano le ante dell'organo furono collocate in sobrie cornici e poste sulle pareti dei confessionali. Il ricco baldacchino di seta e oro posto sull'altare maggiore fu a sua volta venduto e sostituito da uno più semplice e austero e lo stesso altare maggiore fu smontato e posto sul retro, ad uso del coro, per essere sostituito da un altro altare maestoso ma non in linea con lo stile della chiesa. Anche il presbiterio fu separato dal resto della chiesa con una balaustra. Il soffitto cinquecentesco del refettorio, affrescato e dorato, subì un analogo trattamento e finì semplicemente ricoperto da uno strato di intonaco.
Il consistente e quasi immotivato stravolgimento della chiesa, costato fra l'altro ingenti somme, non fu gradito a praticamente la totalità della comunità religiosa bresciana. Il Definitorio Generale, dopo aver esaminato la situazione, il 6 settembre 1680 impose a Padre Bruno una pena di quindici giorni di esercizi spirituali da scontare a Verona e fu bandito dalla città, ma con la concessione di rimanere Priore in un altro convento, che fu quello dei carmelitani proprio a Verona, del quale oggigiorno rimane la Chiesa degli Scalzi. Anche qui, però, fu tradito dal suo eccessivo zelo e fece chiudere una finestra esposta agli sguardi profani, nonché imbiancare dei candelabri di legno dorato. Cacciato anche da Verona, si ritirò nella città natale, Crema, proprio nel periodo di scontri fra Venezia e Roma che fecero della città oggetto di continue lotte fra la Repubblica e la Santa Sede. Nel trambusto di quegli anni finì imprigionato proprio a Roma. Terminato anche questo periodo, tornò in Lombardia come eremita, per poi morire nel 1696 sulla strada per Venezia.

### Il Settecento e la soppressione

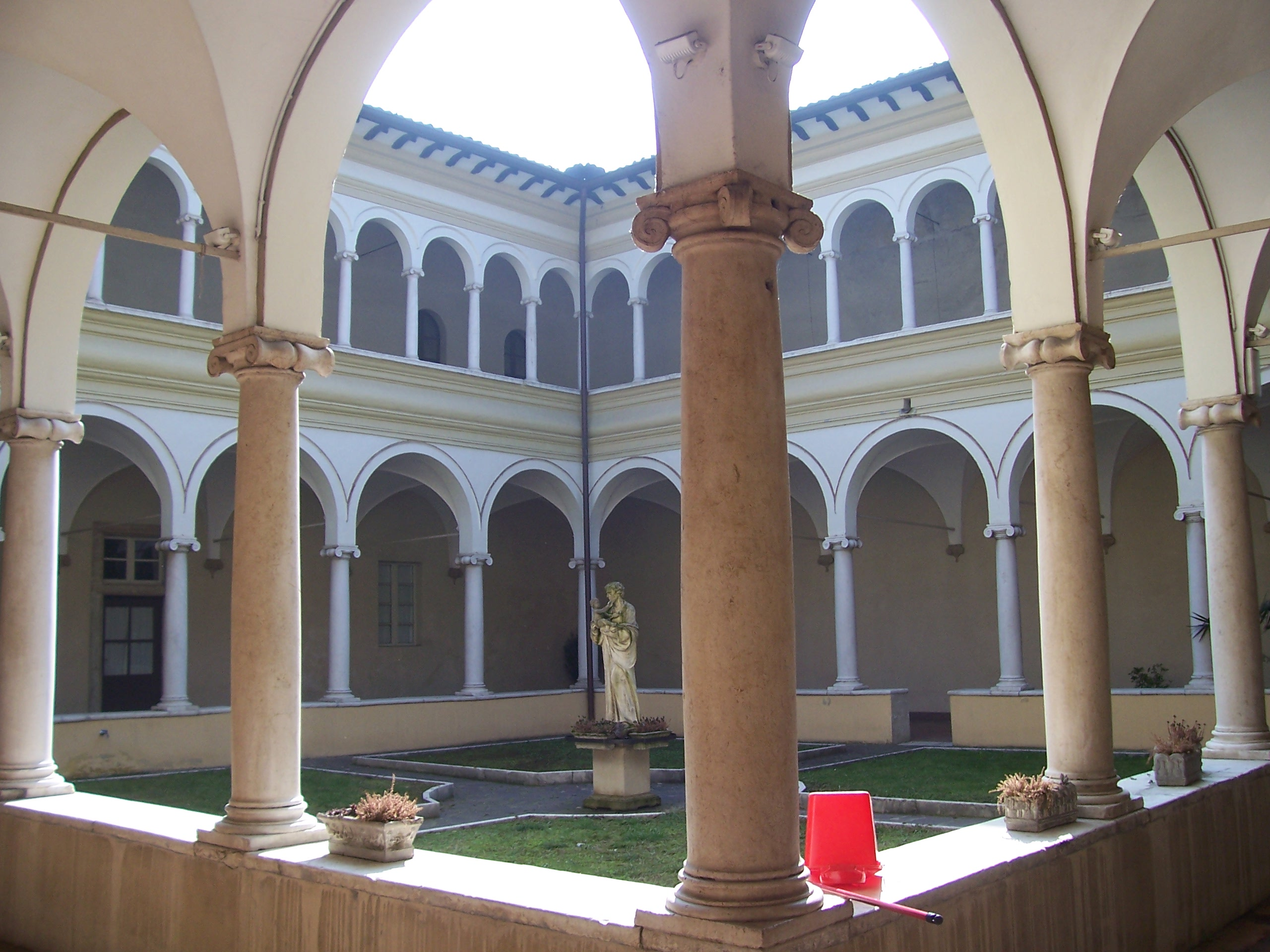
Il chiostro ionico a doppio ordine

Il Settecento fu un altro secolo di relativa calma per la vita del monastero. Dopo gli strani e discussi episodi di Padre Bruno, i carmelitani si fecero più attenti ai lavori di sistemazione del loro convento e si rivolsero quindi agli artisti più rinomati del tempo per arricchire gli altari e le cappelle. Ma la caduta della Repubblica di Venezia nel 1797 fu un dramma anche per San Pietro in Oliveto: il nuovo governo popolare insediato a Brescia dapprima ordinò che il convento ospitasse i soldati delle legioni francesi, quindi soppresse definitivamente il monastero il 30 giugno 1797, che fu confiscato, assieme alla chiesa, cacciando i carmelitani.
Risale a questo periodo, poco prima della confisca del convento, un episodio curioso: racconta Odorici che, un giorno, il Padre Franco Maria uscì da San Pietro e scese in città coperto dal solito mantello bianco, effigie dei carmelitani scalzi, ma senza apposta su di esso la coccarda tricolore, che il governo aveva obbligato a portare sulle vesti di frati, suore e sacerdoti quando questi si mostravano in pubblico, un vezzo per equipararli al popolo cittadino. Imbattutosi in un signore, amico del convento, questi gli disse: "Come, Padre, non porta la coccarda?". E Franco Maria gli rispose: "Ma non avete proclamato la libertà? Dunque io sono libero di portarla o di non portarla". Il signore rise, tacque, ma poi avvertì il priore di consigliare al Padre di adattarsi alle disposizioni, per il suo bene e per il bene di tutti.
Le spoliazioni che ne seguirono da parte dell'esercito napoleonico furono, come in moltissimi altri casi, ingenti: furono rubati o venduti i vasi sacri, i paramenti, le reliquie, le campane, la mobilia e i quadri. Anche la biblioteca fu manomessa e spogliata di numerose opere d'arte. Nel 1799, con la riconquista di Brescia da parte degli austriaci, l'Imperatore Francesco II concedette ai carmelitani scalzi di riprendere possesso del monastero e il 24 agosto la chiesa fu riaperta al culto dal vescovo Giovanni Nanni, con la cerimonia della riconciliazione solenne. Ma anche questa volta non doveva durare a lungo: tempo pochi anni, e Napoleone riprese possesso di Brescia nel 1805, quando il 26 maggio di quell'anno fu eletto Re d'Italia nel Duomo di Milano. La sua visita a Brescia avvenne l'11 giugno e in quell'occasione salì anche al castello. In questa occasione, ma anche negli anni successivi, il monastero subì nuove spoliazioni, fra cui quella dei marmi neri intarsiati sulle lesene della chiesa.
Nel 1806 il monastero, ormai inutilizzato e in stato di abbandono, venne acquisito dal Seminario Diocesano di Brescia, che trasferì qui la propria sede. Il nuovo vescovo Gabrio Maria Nava, milanese, per soddisfare le esigenze della vastissima diocesi avviò un programma di ampliamento della struttura, messo in pratica fra il 1812 e il 1813, durante il quale furono realizzati nuovi locali, edificandoli da zero oppure ricavandoli dal tamponamento delle logge e dei chiostri. Viene realizzata l'ala meridionale con due vasti dormitori, capaci di contenere una settantina di seminaristi. La vasta sala della biblioteca fu modificata ad uso pratico e fu scavato un tunnel dai sotterranei fino al muraglione di cinta dell'orto, oltre il quale fu ricavato un campo da gioco. Nel 1821 il vicino convento e l'annessa chiesa del Santissimo Corpo di Cristo furono annessi a San Pietro come ampliamento del seminario attraverso uno scalone coperto lungo il fianco del colle, smantellato poi nel 1874. Nel 1805, inoltre, dalla secolare parrocchia di San Zeno al Foro, San Pietro passò sotto la circoscrizione della cattedrale cittadina.
Altri eventi di rilevante importanza per la chiesa e il monastero, sempre durante l'Ottocento, accaddero nel periodo delle Dieci Giornate e negli anni precedenti. Nel 1821 il convento si era segretamente trasformato in sede del Comitato clandestino centrale di liberazione dagli austriaci. Nel 1822 il Seminario acquistava e montava il nuovo organo Serassi, ancora oggi presente, ma nel contempo avviava la totale spoliazione delle opere d'arte presenti nel complesso. Non è mai stato provato, ma forse anche Tito Speri fu seminarista in San Pietro nell'anno scolastico 1846-47. Sicuramente, comunque, San Pietro alimentò il fuoco del patriottismo nei seminaristi e preparò alle Dieci Giornate, come elogiò espressamente Vincenzo Gioberti, venuto a Brescia nel 1848( verificare, le 10 giornate sono dopo). Nel 1859, sollecitato dal dovere di assistenza ai feriti della battaglia di San Martino e Solferino, il vescovo Girolamo Verzeri trasformò San Pietro, come altre chiese in Brescia, in ospedale militare, dando disposizioni di trasferire nuovamente i quadri di proprietà del monastero al suo interno una volta terminati gli scontri. Il Seminario, intanto, veniva trasferito nel palazzo Sant'Angelo, acquistato per l'occasione, dove poi rimase definitivamente. In realtà, ciò non avvenne mai: quando i carmelitani scalzi tornarono al monastero, pochi anni dopo, fu loro restituito, pagandolo, l'organo, la cantoria e il pulpito, mentre tutti i quadri rimasero o in seminario, o nella chiesa del Santissimo Corpo di Cristo (che non aveva ancora perso la funzione di sede distaccata del seminario) o nel palazzo del Vescovado. In verità, comunque, non ci fu nemmeno interesse da parte dei religiosi di riavere le proprie opere. Tra i dipinti usciti dal monastero e mai più rientrati vi sono, ad esempio, il polittico di sant'Orsola di Antonio Vivarini e numerose tele del Moretto.

### Il ritorno dei Carmelitani Scalzi
Nel 1866 il ministro Urbano Rattazzi, finalmente, ridava al demanio i beni ecclesiastici sequestrati alla fine del secolo precedente, tra i quali anche San Pietro in Oliveto che, nel 1867, cessava del tutto di appartenere al Seminario. Il vescovo Verzeri si adoperò quasi subito per allontanarlo dagli usi profani, sebbene per un certo periodo alcuni locali del convento furono affittati per la lavorazione dei bachi da seta. In vista dell'asta, i carmelitani scalzi di Venezia, comunque fortemente appoggiati dal vescovo, si rivolsero ad esso per chiedere il gradimento dell'operazione, ma senza domandare l'autorizzazione di poter partecipare all'asta, considerandosi già in possesso della facoltà di farlo. Il vescovo, del loro stesso parere, aderì a ogni loro proposta. Il giorno dell'asta, il 26 ottobre 1868, tre frati carmelitani scalzi si presentarono in veste di acquirenti e si aggiudicarono la proprietà del complesso.
Il monastero fu infine riaperto il 27 agosto 1872 con una piccola comunità capeggiata da Padre Alfonso Maria di Gesù, affiancata da un ospizio dei Cappuccini che non aveva ancora una casa in città. Era la festa della Transverberazione del Cuore di Santa Teresa di Gesù e l'occasione avrebbe richiesto una fastosa cerimonia, ma ciò non fu possibile perché la chiesa non era ancora passata nelle proprietà dei frati a causa di ostacoli legali mossi dal Comune, che non la voleva cedere, ostacoli poi risultati fasulli quando Giuseppe Zanardelli, storico avvocato e statista di Brescia, intervenne energicamente e, studiata a fondo la questione, stabilì che la chiesa rientrava nella planimetria globale dell'immobile venduto.
Finalmente, il 29 giugno 1873, nel giorno dedicato ai Santi Pietro e Paolo, la chiesa fu riaperta al pubblico, dando vita tradizionale sagra di San Pietro che, un tempo molto più allegra e popolare, fatta di balli, canti e feste, è oggi molto più contenuta e dignitosa, con fulcro sullo svolgimento di particolari funzioni religiose.
Sul finire del secolo, fra il 1879 e il 1910, chiesa e monastero furono oggetti di notevoli lavori di restauro, con anche alcune modifiche. Nel presbiterio fu costruita una seconda cantoria, opposta a quella dell'organo, per pura esigenza di simmetria. Nel coro fu sistemato un doppio ordine di stalli in noce, molto semplice ma elegante. Furono collocati i tre confessionali lignei e fu fatta realizzare una pala per l'altare della Sacra Famiglia, mentre sull'altare della Madonna fu collocata una statua, sempre in legno, di Righetti. Anche l'ampia sala del capitolo fu rifatta, in stile severo ed elegante. Altri locali furono sistemati e riordinati, fra cui il refettorio, la cucina, il giardino e l'orto, dove si aprì anche una grotta lourdiana inaugurata il 2 maggio 1910. Nel 1904 fu demolita l'estrema ala sud, pericolante, in ambito di una serie di lavori del Genio Civile.

### Il Novecento
Allo scoppio della prima guerra mondiale, quasi conscio del suo ormai storico destino in questi frangenti, il monastero si trasformò nuovamente in caserma e vi si stanziò il Primo Corpo dei Bersaglieri-Mitraglieri, che occupò metà del convento e l'orto per non ostacolare del tutto la vita dei frati. I locali occupati, approssimativamente, corrispondevano all'antico granaio, la biblioteca (i libri furono coperti da sacchi tagliati) e i chiostri ancora tamponati, più altri locali attigui a questi. La permanenza dei soldati fu nuovamente deleteria per il monastero, anche se non così grave come era accaduto in passato: il bambino nella "Natività" affrescata da Paolo Caylina fu banalmente sfregiato da una baionetta, diversi libri furono danneggiati e ancora oggi numerosi davanzali portano incisi nomi di soldati, che si divertivano a scalfire pietre e muri. L'acqua del pozzo dell'orto, inoltre, fu inquinata dai numerosi rifiuti che vi furono gettati. L'edificio, comunque, non subì danni di rilievo e l'unica bomba che cadde nei suoi pressi durante l'intero conflitto finì in un campo a sud, senza fare danni. I militari rimasero anche dopo il termine del conflitto, fino al 1920. Nell'anno successivo, il 1921, il monastero tornò a funzionare come casa di noviziato canonico, con il rigore prescritto dalla Regola e dalle costituzioni.
All'inizio della seconda guerra mondiale, invece, il convento rischiò nuovamente di essere occupato, questa volta dal Corpo nazionale dei vigili del fuoco. Dopo diversi sopralluoghi, il Comando della Guardia aveva deciso di requisire i sotterranei, per trasformarli in un'enorme autorimessa, e una gran parte del monastero per gli uffici e il personale. Del progetto, fortunatamente, non si realizzò mai nulla, soprattutto a causa delle enormi difficoltà che avrebbero interessato la realizzazione delle opere di ingresso e sistemazione delle autovetture. Fu costruita solo una scala in pietra per consentire ai monaci di passare dal cortile all'interno del monastero senza passare dai locali degli uffici, ancora oggi esistente, chiamata "scala belli" o "della guerra". Durante l'occupazione nazista e i conseguenti bombardamenti delle forze alleate, il complesso di San Pietro rischiò più volte di essere distrutto per via della sua vicinanza alla sommità del colle e al castello, nonché ai Ronchi, dove erano annidate le forze nemiche. Fortunatamente, quasi miracolosamente, nessuna bomba colpì mai direttamente San Pietro, anzi, l'edificio si trasformò e funzionò a lungo, durante e dopo il conflitto, come vero rifugio per feriti e senzatetto.

#### I restauri pre e post bellici
Nel decennio precedente al secondo conflitto mondiale, Padre Samuele Sorsoli, Priore del convento dal 1927 al 1942, ebbe a disposizione un lungo periodo per mettere in pratica i suoi progetti di recupero del complesso di San Pietro, che lo avrebbero riportato alle sue forme e ai suoi stili originari. La cella campanaria del campanile fu rinnovata e tutto l'apparato decorativo lapideo di cornici, lesene, pilastri, portali, capitelli pensili e modanature fu liberato dalla calce e dall'intonaco che nei secoli era stato estesamente applicato. Nel 1938 fu messo in atto, coraggiosamente, lo scoprimento del chiostro ionico e della loggia dorica. Altri lavori di riassetto interessarono il resto del monastero, con il rifacimento del pavimento del dormitorio, il restauro della cappella del noviziato con la collocazione di un nuovo altare marmoreo, la sistemazione del dormitorio, l'edificazione di un'adeguata lavanderia e di un comodo portico per carri e attrezzi sotto il fienile, il tutto compiuto soprattutto nel 1946.
Il grande monastero, però, necessitava di un vero restauro radicale. La struttura rinascimentale cominciava ormai a cedere e l'immensa quantità di opere, edifici e locali che nel tempo si erano accastellati attorno ad essa contribuiva solamente ad allontanare San Pietro dalle forme originali e ad accrescerne il disordine planimetrico. I lavori cominciarono il 19 marzo 1965, su progetto dell'architetto conte Antonio Lechi e sotto la protezione di San Giuseppe, e terminarono in concomitanza con la festa parrocchiale, il 29 giugno 1967. Il biennio dei lavori fu caratterizzato da intense opere di demolizioni, ricostruzioni, modifiche e installazioni di impianti moderni. I sotterranei furono risistemati e vi fu montato un nuovo impianto di riscaldamento per chiesa e convento. Al pianterreno furono rimodernati praticamente tutti gli ambienti: cucina, refettorio, corridoio, sala di convegno, aule scolastiche. Viene demolita l'antica aula capitolare, ricostruita altrove, per permettere la sistemazione delle sale sul lato est, e i resti del chiostro trecentesco furono liberati dai muri di tamponamento. Al piano superiore viene rifatta l'ala centrale, mentre i caotici locali sorti nel tempo fra i due chiostri vennero riordinati in varie stanze unite da un bell'atrio di ingresso. Anche l'ala est del vecchio noviziato, con il dormitorio, fu risistemata. Inoltre furono restaurati tutti i tetti, l'abside romanico della chiesa fu liberato dal tamponamento esterno e anche tutto l'interno della chiesa fu restaurato. Più che errori, si può dire, molti interventi furono deficienze, altri furono compromessi, causati dalle grandi difficoltà del lavoro e dalle sue ridotte tempistiche. Ciò che spesso si imputa maggiormente ai lavori di rifacimento sono la demolizione dell'antica aula capitolare, la poco pratica eliminazione di tutte le scale di collegamento fra chiesa e monastero, il probabile danneggiamento dell'organo con le modifiche alla cantoria, l'alterazione del freschissimo clima delle cantine con l'inserimento dei fasci d'acqua bollente della caldaia e il non aver concepito dei sistemi di ostacolo alle correnti d'aria interne che, nei giorni di vento intenso, vengono facilmente incanalate con i conseguenti danni a porte, finestre e vetri.
Ultimamente, il piazzale interno è stato sistemato per permettere il posteggio delle automobili dei fedeli che salgono alla chiesa per assistere alle funzioni, mentre lavanderia e sistema di riscaldamento sono stati ammodernati.

## Struttura
Il complesso monumentale del monastero spicca notevolmente sul versante nord-est del Colle Cidneo nella sua forma austera e imponente. Appare evidente l'esteso uso del candido marmo di Botticino, che decora il monastero e ne spesso ne costituisce la struttura portante.

### Esterno
La chiesa di San Pietro in Oliveto, esternamente, è caratterizzata da due elementi principali: l'abside romanica e la facciata cinquecentesca. La facciata, in marmo di Botticino, è abbastanza contenuta, senza eccessivi slanci, e riccamente decorata da cornici e modanature. È divisa in due ordini, entrambi retti da lesene di ordine ionico. Le lesene dell'ordine superiore sono alte la metà di quelle del livello inferiore, dove si apre un particolare portale con strombatura prospettica che riproduce una volta a botte cassettonata, simile a quella della Basilica di Sant'Andrea a Mantova. Il portale è circondato da finestre oblunghe che rispecchiano quelle romaniche dell'abside e danno luce all'interno. Altra apertura in facciata è la bifora ionica superiore, racchiusa fra due nicchie ospitanti le statue dei Santi Pietro e Paolo, un poco rozze, testimonianza della fretta che segnò i lavori cinquecenteschi. Altro elemento che denota questo aspetto è il coronamento della stessa facciata, deludente se confrontato con ciò che gli sta sotto, risolto molto velocemente con due volute a richiamo di un timpano triangolare con al centro un altorilievo raffigurante il Padreterno.
Alcune disarmonie, in verità, colpiscono l'occhio, segno quindi che il progettista fosse in realtà un lapicida più che un vero architetto, confermando la paternità di Antonio Medaglia anche per la facciata: il già ridotto slancio dato dalle lesene ioniche è definitivamente troncato da eccessivi elementi orizzontali e le stesse lesene sono poco convincenti, poiché distribuite secondo un sistema puramente decorativo invece che strutturale o, perlomeno, un qualche ruolo strutturale non è nemmeno imitato.

### Interno

L'interno della chiesa

L'interno della chiesa appare di una severità scabra, spoglia di decorazioni nella volta, nella cupola e nelle pareti, tranne che nell'abside. L'aspetto piuttosto austero e crudo è dato anche dagli stessi colori prevalenti all'interno, grigio e bianco, che accentuano l'immediatezza delle forme e la loro coerenza formale, cosa comunque assolutamente comune in periodo rinascimentale. È difatti quest'ultimo aspetto che si rileva con maggiore facilità: le linee sono armoniche, gli archi, grandi e piccoli, sono a misura di compasso e verso il presbiterio paiono intrecciarsi, dando come risultato un ambiente mistico, di raccoglimento.
La pianta si imposta su una navata unica con tre cappelle per lato racchiuse in un motivo di archi sostenuti da un ordine minore corinzio incorniciati da un ordine trabeato maggiore, altrettanto corinzio o, meglio, corinzieggiante. Ai lati dei vari archi sono posti in totale i dodici busti degli apostoli in rilievo. L'apparato decorativo dell'ordine corinzio utilizzato è facilmente accostabile a quello utilizzato nel Palazzo della Loggia. Le varie lesene sono decorate al centro da un tondo nero: si tratta degli intarsi di marmo africano nero precedentemente accennati, quasi tutti asportati durante la razzia napoleonica e sostituiti da tondi in legno verniciato.
Il presbiterio, di dimensioni notevoli, è separato dal resto della chiesa da una balaustra, uno degli interventi del discusso padre Bruno. Le colonnine della balaustra non sono tutte in marmo poiché, come tutto il resto, ben dodici furono asportate in epoca napoleonica e sostituite da elementi lignei. Il tutto è coperto da una grande cupola anch'essa priva di decorazioni, tranne che nei pennacchi dove sono posti i busti dei quattro padri della chiesa latina. Questa zona della chiesa si distingue dal resto per la diversa linea architettonica, chiaramente seicentesca, notevolmente arricchita da marmi, nei quali domina il colore verde. Il grande altare maggiore è a sua volta arricchito da una policromia di marmi, sormontato da un tabernacolo che riprende modestamente i motivi rinascimentali dell'intorno. Sotto l'organo, sul lato sinistro, è posto il monumentale ingresso alla cappella di San Paolino, con un continuo richiamo di lesene e archetti e delle grate nelle finestre che vi si affacciano. Il coro si protende ancora oltre, molto grande a sua volta, ed è separato dal presbiterio da due setti lignei che collegano l'altare maggiore ai muri perimetrali.
A sinistra del presbiterio si apre l'ingresso alla cappella di San Paolino, l'ultimo avanzo dell'originaria chiesa longobarda, dove è posto un fac-simile della statua in bronzo di San Pietro collocata nella basilica di San Pietro in Vaticano, di recente fattura e benedetta da papa Paolo VI nel 1968.

### Organo
Sopra una cantoria in legno dipinto, posta sulla parete di sinistra del presbiterio, si trova l'organo Serassi del 1822; esso, rimaneggiato in seguito, è a tastiera unica di 50 tasti e pedaliera a leggio di 18, entrambe con prima ottava scavezza.

## Opere
Sebbene la maggior parte delle opere conservate in San Pietro, come detto, sia andato perduto nei secoli, la chiesa ospita ancora notevoli capolavori e opere minori comunque di pregio, conservate soprattutto negli altari laterali:
- Il primo altare a destra, dedicato a Santa Teresa del Bambin Gesù, ospita un quadro a olio del 1924 del pittore veneziano Francesco Novo. È del 1924 il simulacro del corpo della santa, racchiuso in una teca di metallo dorato. Al suo posto si trovava una tela di Pompeo Ghitti, ora in fase di restauro. La lunetta superiore raffigura Santa Teresa che, smarrita la strada durante un viaggio notturno, viene scortata da due angeli con una torcia in mano che le illuminano la via ed è opera di Francesco Paglia. Anticamente ospitava un'opera del Moretto, ora custodita nel Palazzo del Vescovado. È questo l'altare forse più infelice della chiesa, molto stonante rispetto allo stile generale dell'ambiente che comunque viene richiamato.
- Il secondo altare a destra è dedicato a San Giovanni della Croce e reca una pala di Giuseppe Tortelli, autore locale a cavallo fra il Seicento e il Settecento. L'opera fu parecchio rimaneggiata nei secoli, perdendo il carattere originario. La lunetta superiore è di Domenico Corretti e datata 1700, rappresentante la Madonna e San Giuseppe che appendono al collo di Santa Teresa una collana d'oro.
- Il terzo altare è dedicato a Santa Teresa di Gesù, con pala di Bernardo Strozzi raffigurante la celebre visione della santa del Cristo legato alla colonna. La lunetta è di Angelo Trevisani, pittore settecentesco. È questo l'altare delle sante Reliquie, un tempo molto numerose nella chiesa, con le tombe dei devoti alla santa e dei benefattori dell'Ordine dei carmelitani.
- Il primo altare a sinistra, dedicato alla Passione, è decorato dalla Salita al Calvario di Paolo Caylina il Giovane, opera pregevole. La collocazione originaria della pala era nell'altare successivo, dal quale fu spostata all'inizio dell'Ottocento. Prima, infatti, si trovava qui una tela di Agostino Galeazzi, cinquecentesca, raffigurante La Madonna in trono e i santi, conservata al palazzo vescovile, e del figlio Giovan Battista Galeazzi un San Paolo.[20]
- Il secondo altare a sinistra è dedicato alla Sacra Famiglia, rappresentata nella pala da Pietro Finassi alla fine dell'Ottocento. Si trovava qui, come detto, la pala di Caylina il Giovane della Salita al Calvario. La mezzaluna rappresenta la comunione di Santa Teresa ed è opera di Andrea Celesti, di inizio Settecento.
- Il terzo altare ha la dedica alla Madonna del Carmine, con la pala di Giuseppe Tortelli e la statua di fine Ottocento di Righetti. Anche la lunetta superiore è del Tortelli e raffigura la visione che Santa Teresa ebbe dell'Inferno.
- Le attuali ante dell'organo, in sostituzione a quelle del Moretto finite in Seminario e mai più restituite, sono di un autore anonimo del Seicento, comunque di scarso valore.

### Opere già nella chiesa
- Antonio Vivarini, polittico di sant'Orsola, 1440-45, oggi al Museo diocesano di Brescia.